# Ustaritz
Ustaritz település Franciaországban, Pyrénées-Atlantiques megyében. Lakosainak száma 7684 fő (2022. január 1.). Ustaritz Bassussarry, Arcangues, Espelette, Jatxou, Larressore, Saint-Pée-sur-Nivelle, Souraïde és Villefranque községekkel határos.

## Népesség
A település népessége az elmúlt években az alábbi módon változott:
| Lakosok száma | 6362 | 6822 | 7112 | 6822 | 6818 | 6918 | 7399 | 7476 | 7684 |
|               | 2013 | 2015 | 2016 | 2017 | 2018 | 2019 | 2020 | 2021 | 2022 |